# Czaszówka śniegowa
Czaszówka śniegowa (Deconica chionophila (Lamoure) Noordel.) – gatunek grzybów należący do rodziny pierścieniakowatych (Strophariaceae).

## Systematyka i nazewnictwo
Pozycja w klasyfikacji według Index Fungorum: Deconica, Strophariaceae, Agaricales, Agaricomycetidae, Agaricomycetes, Agaricomycotina, Basidiomycota, Fungi.
Po raz pierwszy takson ten opisał w 1997 r. Denise Lamoure, nadając mu nazwę Psilocybe chionophila. W 2009 r. Machiel Evert Noordeloos przeniósł go do rodzaju Deconica. Nazwa polska na podstawie rekomendacji Komisji ds. Polskiego Nazewnictwa Grzybów.

## Morfologia
Kapelusz
Średnica 4–12 mm, początkowo półkulisty, potem z niewielkim garbkiem, następnie wypukły z garbkiem. Powierzchnia naga, wilgotna, błyszcząca, lekko prążkowana, jednolicie ciemna, czerwonobrązowa, z wiekiem brudnobrązowa. Brzeg przeźroczysty, prążkowany. Skórka dająca się rozdzielić. Jest higrofaniczny; w stanie wilgotnym staje się bardzo blady, przechodząc w jasny piaskowo-beżowy w kierunku brzegu.
Blaszki
O średniej gęstości lub rzadkie, przeważnie jest około 14 dużych blaszek i 2 systemy blaszeczek. Są prawie równe, lekko wygięte, w dużym stopniu przyrośnięte, czasem nieco zbiegające, u młodych okazów brązowoszare.
Trzon
Wysokość 12–16 mm, grubość 1–1,5 mm, równy, często smukły, dość sztywny. Powierzchnia czerwonobrązowa, pod blaszkami jaśniejsza niż kapelusz, znacznie ciemniejsza w dolnej 1/3, subtelnie przysłonięta bladobrązową, delikatną, zwiewną, jedwabistą osłoną, zanikającą z wiekiem lub pozostawiającą co najwyżej kilka jasnych smug na ciemnym tle.
Miąższ
Bez wyraźnego zapachu.
Cechy mikroskopowe
Zarodniki 7,5–8 × 6 × 4,5–5,5 µm, eliptyczne, spłaszczone grzbietobrzusznie, z wyraźną porą rostkową, w stanie świeżym fioletowobrązowe. Podstawki czterozarodnikowe. W skórce kapelusza liczne, butelkowate włoski o wymiarach 25–30 × 5–8 µm ze smukłą szyjką o wymiarach 2,5–3 µm. Oprócz nich są cienkie strzępki o średnicy 2 µm, położone powierzchniowo, bardzo rozłączne, lekko zżelowane, spoczywające na warstwie nieco szerszych strzępek o średnicy 4–6 µm, wygiętych, bez dominującej orientacji. W skórce trzonu cienkie strzępki kory o średnicy 4–6 µm. Sprzążki obecne na wszystkich częściach owocnika.

## Występowanie i siedlisko
Podano jego występowanie w Europie, Ameryce Północnej i azjatyckich obszarach Federacji Rosyjskiej. W Polsce po raz pierwszy jego stanowiska podali B. Gierczyk i inni w 2009 i 2019 r.
Grzyb naziemny. We Francji często pojawia się w licznych grupach i kolejnych falach wśród mchów, na wyleżyskach, na zboczach soliflukcyjnych lub alpejskich łąkach porośniętych wierzbami karłowatymi w górnej strefie alpejskiej. Jest to jeden z pierwszych gatunków pieczarkowców (Agaricales), który pojawia się po często późnym odśnieżeniu wysoko położonych kurortów, ale można go tam znaleźć jeszcze we wrześniu, aż do pierwszych opadów śniegu.